# Madonna col Bambino (Andrea del Sarto)
La Madonna col Bambino  è un dipinto a olio su tavola dell'artista italiano Andrea del Sarto, databile al 1528-1530 circa. Oggi il dipinto fa parte della Royal Collection del Regno Unito.

## Storia
Il dipinto venne realizzato a Firenze da Andrea del Sarto nell'ultima fase della sua vita e doveva essere un'immagine devozionale destinata ad un ambiente domestico privato. La datazione quindi si aggira tra il 1528 e il 1530. Erano questi gli anni di una rinnovata religiosità da parte della Chiesa, che si ritrovò in un periodo di crisi a seguito del Sacco di Roma del 1527.
Il dipinto entrò a far parte della Royal Collection del Regno Unito, dove si trova tutt'oggi, e fu probabilmente quella "Madonna of Andrea del Sarto" venduta da William Frizzell e acquistata nel 1660 da re Carlo II d'Inghilterra per 25 £. Ancora, è plausibilmente che in realtà questo dipinto fosse quel "Titian, Madonna and Child, unfinished 1ft 10in x 1ft 5in" (Tiziano, Madonna e Bambino, incompiuto 1 piede e 10 pollici x 1 piede e 5 pollici) registrato in deposito al Palazzo di Whitehall nel 1666. Infine, venne già identificato come Andrea del Sarto nel 1835, quando il dipinto si trovava nella Camera delle Udienze di Hampton Court.
Inoltre, questa opera fa parte di una serie di almeno quattro versioni superstiti di dimensioni simili, che sembrano essere state tutte dipinte contemporaneamente da Andrea del Sarto e dalla sua bottega. Le altre tre versioni sono oggi custodite nelle seguenti collezioni: una prima fa parte della collezione del castello di Alnwick in Northumberland; una seconda fa parte della collezione dell'Allen Memorial Art Museum di Oberlin, in Ohio; e una terza, la cosiddetta Madonna Botti, è parte di una collezione privata.
In particolare, la Madonna Botti, che prende il nome da uno dei suoi primi proprietari, Matteo Botti, ha dimensioni ridotte rispetto alle altre versioni (del circa 10%) e appartenne in seguito al granduca Cosimo II de' Medici e al re Carlo II d'Inghilterra, entrando anch'essa per un periodo nella Royal Collection, prima di finire nuovamente in mani private. Dispersa e considerata perduta per circa 350 anni, la Madonna Botti venne riconosciuta dal professor John Shearman, ex docente della Università di Harvard ed ex vice direttore del Courtauld Institute, partecipando da allora a mostre come quella di Londra e quella alla Galleria Doria Pamphilj di Roma. Altra particolarità della versione Botti è che presenta una pregevole cornice dorata in legno, intagliata e realizzata appositamente per il dipinto nella prima metà del XVII secolo e che richiama sia lo stile decorativo tipico fiorentino sia l'influenza del Barocco romano.

## Descrizione
L'opera è un dipinto a olio su tavola di pioppo che misura 56.4 cm in altezza e 42.7 cm in larghezza. In un secondo momento sono state aggiunte strette strisce di legno per ampliare leggermente la composizione su entrambi i lati e nella parte superiore. Invece, con la cornice il dipinto misura in totale 70.0 × 55.9 × 3.3 cm.
Ciò che risulta rilevante nel dipinto è il realismo della composizione delle figure. Infatti, nei gesti tra la Madonna e il Bambino c'è la stessa familiarità di una madre comune che tiene amorevolmente in braccio il figlio, mentre con la mano gli scosta con delicatezza il labbro inferiore come a controllare lo spuntare dei primi denti.
Le due figure si stagliano su un fondo scuro e mentre il Bambino ha indosso un semplice telo marroncino, che gli lascia scoperte le braccia, le gambe e parte della schiena, la Madonna ha invece un vestiario più ricercato, con un abito rosso a maniche lunghe e un turbante rosa, che le ricade su una spalla.
Da recenti analisi su questo dipinto si è evidenziato con chiarezza che era prassi per Andrea del Sarto riutilizzare e rielaborare i cartoni di disegni di successo per realizzare altre versioni della stessa opera, tutte però realizzate dall'artista stesso. Inoltre, come evidenziato dal disegno sottostante questo dipinto, una volta che veniva iniziata la realizzazione di un'opera d'arte, il disegno del cartone poteva essere adattato e migliorato con ulteriori studi sulla superficie stessa del dipinto, in modo che ogni versione fosse unica e soggetta al controllo artistico del pittore. Ad esempio, qui molte aree sono state modificate in fase di pittura, come la mano del Bambino che era appoggiata sul suo ginocchio piuttosto che, come ora, infilata dietro la sua stessa gamba.
Il dipinto è particolarmente rifinito nella zona della testa della Madonna, mentre è solo abbozzato nella parte inferiore della tavola. In generale il quadro ha il tipico aspetto di non finito, caratteristico dell'ultima fase della carriera di Andrea del Sarto, com'è particolarmente visibile nella realizzazione finale del Bambino.